# Ulrich von Hassell

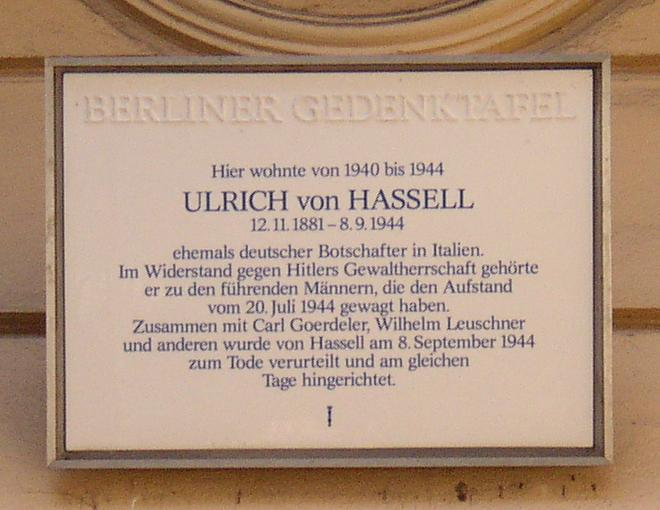
Gedenksteen van Ulrich von Hassell in Berlijn

Christian August Ulrich von Hassell (Anklam, 12 november 1881 - Berlijn, 8 september 1944), was een Duits politicus en diplomaat die betrokken was bij het Duitse verzet tegen Hitler.

## Biografie
Ulrich von Hassell was de zoon van eerste luitenant (Oberleutnant) Ulrich von Hassell en Margarette von Stosch. Tussen 1899 en 1903 studeerde hij rechten en economie aan de universiteiten Lausanne, Tübingen en Berlijn. Tijdens zijn studie was hij actief lid van de studentenvereniging Corps Suevia Tübingen. Na zijn studie verbleef hij enige tijd in Qingdao (toentertijd een Duitse kolonie) en Londen. Sinds 1909 werkte hij als ambtenaar op het ministerie van Buitenlandse Zaken.
Ulrich von Hassell trad in 1911 in het huwelijk met Ilse von Tirpitz, dochter van grootadmiraal Alfred von Tirpitz. Het echtpaar kreeg vier kinderen. In het jaar van zijn huwelijk werd Von Hassell benoemd tot viceconsul in Genua.
Ulrich von Hassell nam tijdens de Eerste Wereldoorlog dienst in het Duitse leger. Tijdens Eerste Slag bij de Marne werd Von Hassell in de borst geraakt (8 september 1914). Later in de oorlog fungeerde hij als adviseur en privésecretaris van grootadmiraal Von Tirpitz. In september 1917 was hij medeoprichter van de nationalistische Deutsche Vaterlandspartei (Duitse Vaderlandspartij). Hij werd gekozen tot vicevoorzitter van de Deutsche Vaterlandspartei onder grootadmiraal Von Tirpitz en Wolfgang Kapp. De Deutsche Vaterlandspartei, waarbij zich veel invloedrijke Duitsers aansloten, was voorstander van een Groot-Duitsland onder keizer Wilhelm II van Duitsland, annexatie van grote stukken Rusland en tegenstander van vredesonderhandelingen met de Entente. Het annexionisme van de Deutsche Vaterlandspartei beïnvloedde de NSDAP sterk.
In november 1918, na de omverwerping van de monarchie, trad Von Hassell uit de Deutschen Vaterlandspartei (die in december 1918 werd opgedoekt) en sloot zich aan bij de Deutschnationale Volkspartei (DNVP, Duitse Nationale Volkspartij). De DNVP stond kritisch tegenover de Weimarrepubliek en streefde naar herstel van monarchie. De DNVP stond algemeen bekend als een ondemocratische partij. Anders dan de meeste leden van de DNVP streefde Von Hassell naar de invoering van een corporatistische standenstaat en distantieerde hij zich van de reactionaire krachten binnen de partij.
Tot aan het begin van de jaren 30 werkte hij als medewerker van het ministerie van Buitenlandse Zaken in Rome, Barcelona, Kopenhagen en Belgrado. In 1932 werd hij benoemd tot Duits ambassadeur in Rome.

## Verzet tegen het nazisme
Ulrich von Hassell werd in 1933 lid van de Nationaalsocialistische Duitse Arbeiderspartij. Hij was echter geen aanhanger van de nazi-ideologie en werd waarschijnlijk alleen om carrièreredenen lid van de NSDAP. In november 1936 nam hij deel aan de onderhandelingen die uitmondden in de As Rome-Berlijn. Reeds toen werd hem duidelijk wat de ware bedoelingen achter dit pact waren: een grote oorlog. In 1938 kantte hij zich scherp tegen de totstandkoming van het Anti-Kominternpact dat Duitsland en Italië nauw verbond met Japan. Von Hassell streefde zelf naar een samenwerking van West- en Midden-Europese Christelijke staten ("abendländischen-christliche Einheit Europas"). In 1938, kort na de Blomberg-Fritschaffaire, werd Von Hassell naar Berlijn terug geroepen en van zijn post als ambassadeur in Italië ontheven. In feite was hij sindsdien ambteloos burger, ofschoon hij een erebaantje had bij de uitvoerende commissie van de Centraal-Europese Economische Conferentie. Zijn huis werd een ontmoetingsplaats van oud-diplomaten, aristocraten en leidinggevende figuren, onder wie zich enkele nazi-kritische personen bevonden.
Op 1 september 1939, na de Duitse inval in Polen, werd Von Hassell als hoofd van een delegatie naar Noord-Europese landen gestuurd om de leiders van die staten gerust te stellen dat Duitsland hun landen niet zou aanvallen.
Kort na het beginnen van de Tweede Wereldoorlog legde Von Hassell contacten met enkele conservatieve tegenstanders van Hitler, als Carl Friedrich Goerdeler (voormalig burgemeester van Leipzig) en kolonel-generaal Ludwig Beck. Beiden waren nauw betrokken bij samenzweringen tegen de Führer. Algauw sloot Von Hassell zich aan het verzet tegen Hitler en dankzij zijn lange staat van dienst als diplomaat had hij allerlei contacten in het buitenland. In februari en april 1940 had hij in Zwitserland een geheime ontmoeting met een Britse ambtenaar James Lonsdale Bryans met wie hij sprak over vrede mocht Hitler na een staatsgreep terzijde zijn geschoven. Verdere contacten tussen Von Hassell en Lonsdale Bryans bleven uit vanwege de Duitse inval in Denemarken en Noorwegen. De Britten waren door deze aanvallen op twee kleine Noord-Europese landen zo verbolgen dat zij geen behoefte meer hadden in onderhandelingen met Duitsers, ook al waren deze Duitsers tegenstander van Hitler.
Tijdens het verdere verloop van de oorlog trad Von Hassell op als tussenpersoon tussen de oudere conservatieve verzetslieden (Goerdeler, Beck) en de jonge progressieve verzetslieden van de Kreisauer Kreis ("Kring van Kreisau") (Helmuth James von Moltke, Peter Yorck von Wartenburg). Samen met Goerdeler, Beck en Johannes Popitz maakte hij plannen over de inrichting van het binnenlandse bestuur, nadat Hitler terzijde was geschoven. Sinds 1943 was hij echter niet meer op de hoogte van de plannen van de voornaamste verzetsleiders. Von Hassell was niet op de hoogte van Claus von Stauffenberg's plannen om Hitler bij een aanslag om te brengen.
Na de mislukte aanslag op Hitler (20 juli 1944), werd Von Hassell, zoals hij reeds zelf voorzag, op 21 juli 1944 aangehouden door de Gestapo, vastgezet in de gevangenis Plötzensee en op 8 september, na een proces van twee dagen, door het Volksgerichtshof veroordeeld tot de doodstraf. Nog dezelfde dag werd hij geëxecuteerd. Ulrich von Hassell werd 62 jaar oud.

## Werken
Von Hassell schreef een biografie over zijn schoonvader grootadmiraal Alfred von Tirpitz:
- Tirpitz, sein Leben und Wirken, 1920

## Verwijzingen
1. 1 2  Bibliotheek van de Tweede Wereldoorlog, aflevering: De Aanslag op Hitler. Het komplot van 20 juli 1944, door: Roger Manvell (1995), blz. 24
2. 1 2  Bibliotheek van de Tweede Wereldoorlog, aflevering: De Aanslag op Hitler. Het komplot van 20 juli 1944, door: Roger Manvell (1995), blz. 56
3. ↑  Men kon, vanwege de oorlog, geen beroep meer doen op de buitenlandse contacten van Von Hassell. Bovendien lieten de Engelsen weten niet met de Duitsers te willen onderhandelingen na een coup, de geallieerden eisten een onvoorwaardelijke overgave